# 尤斯图斯·菲舍尔
尤斯图斯·菲舍尔（德語：Justus Fischer，2003年2月6日—），生于汉诺威，德国男子手球运动员。他曾代表德国国家队参加2024年夏季奥林匹克运动会男子手球比赛，获得一枚银牌。